# Hans von Aachen

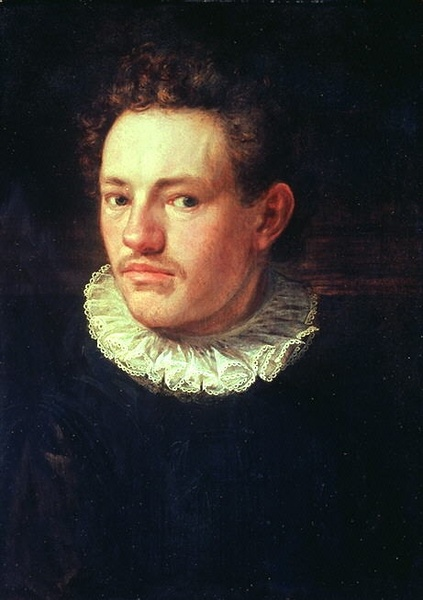
Hans von Aachen 1574.

Hans von Aachen, född 1552 i Köln, död 1615 i Prag var en tysk målare (hans far var från staden Aachen). von Aachen hade ett stort inflytande på den tyska konsten.
von Aachen reste 1574 till Italien och uppehöll sig länge i Venedig och under sin studietid tog han starka intryck av de nederländska manieristerna Hendrick Goltzius och Bartholomeus Spranger. Han återvände till Köln 1588 och var från 1590 verksam i München, för bland andra kejsar Rudolf II, som utnämnde honom till sin kammarmålare, adlade honom och kallade honom till sig i Prag (160]). Där utförde von Aachen en mytologiska och allegoriska verk i italiensk manieriststil som porträtt och genrebilder av flamländsk typ. Många av hans arbeten graverades i koppar.
I och med den svenska plundringen av Prag kom flera av hans målningar till Stockholm, som drottning Kristina lämnade kvar då hon reste till Rom. Troligen finns ingen av dessa målningar kvar. 